# 波茲南省 (1919-1939)
波茲南省 （Województwo Poznańskie）是波蘭第二共和國時期的一個省，位於該國最西部，原來是普魯士的波森省。1938年時面積28,089 平方公里，1931年人口2,339,600 人。首府波茲南（波森）。
1939年時下分29縣、100市鎮和237村。納粹德國佔領後改稱瓦爾塔蘭帝國大區。